# Marten Van Riel
Marten Van Riel (* 15. Dezember 1992 in Wuustwezel) ist ein belgischer Triathlet, Mitglied des Nationalteams, zweifacher Olympiastarter (2016, 2020) und Weltmeister T100 (2024).

## Werdegang
Marten Van Riel wird trainiert von Joel Filliol.
Er qualifizierte sich für einen Startplatz bei den Olympischen Sommerspielen 2016 und er ging am 18. August in Rio de Janeiro für Belgien an den Start, wo er den sechsten Rang belegte.
Im November 2017 erzielte der damals 24-Jährige in Japan seinen ersten Sieg in einem Weltcup-Rennen. Im August wurde er in Glasgow Dritter bei der Europameisterschaft auf der Kurzdistanz und am Tag darauf auch Dritter in der belgischen Staffel.
Die Weltmeisterschaftsrennserie 2019 beendete Van Riel als bester belgischer Athlet auf dem fünften Rang.
Im Mai 2021 qualifizierte der 28-Jährige sich zusammen mit Claire Michel, Jelle Geens und Valerie Barthelemy in der belgischen Staffel für einen Startplatz bei den Olympischen Sommerspielen (23. Juli bis 8. August) in Tokio, wo er als bester Belgier den vierten Rang belegte.
Er startete 2021 auch bei der Super-League-Rennserie und gewann im März das Rennen in London wie auch im April das Rennen in Rotterdam. Im September wurde er Zweiter in Malibu hinter Alex Yee.
Bei seinem ersten Start auf der Mitteldistanz gewann er im März 2022 mit einem neuen Streckenrekord den Ironman 70.3 Dubai und Marten Van Riel hält seitdem mit seiner Siegerzeit von 3:26:06 Stunden die Weltbestzeit in einem 70.3-Rennen.

### Weltmeister T100 2024
Im November wurde der 31-Jährige in Dubai erster Weltmeister der T100-Rennserie. Er hatte drei Rennen der PTO T100 Triathlon World Tour und damit die Jahreswertung für sich entscheiden können – die Serie beinhaltete sieben Rennen über je 100 Kilometer: 2 Kilometer Schwimmen, 80 Kilometer Radfahren und 18 Kilometer Laufen.
Bei seinem ersten Start über die Langdistanz beim Ironman Mexico belegte er im November den siebten Platz in 7:56:35 Stunden.
Marten Van Riel lebt in Loenhout (Antwerpen).

## Auszeichnungen
- Im Dezember 2016 wurde er gemeinsam mit Alexandra Tondeur in Belgien zum „Triathleten des Jahres“ gewählt.[5]

## Sportliche Erfolge
| Datum/Jahr    | Rang | Wettbewerb                                      | Austragungsort | Zeit     | Bemerkung                                                             |
| ------------- | ---- | ----------------------------------------------- | -------------- | -------- | --------------------------------------------------------------------- |
| 11. Mai 2024  | 6    | ITU World Championship Series 2024              | Yokohama       | 01:42:34 |                                                                       |
| 26. Juli 2021 | 4    | Olympische Sommerspiele 2020                    | Tokio          | 01:45:52 |                                                                       |
| 6. Juni 2021  | 3    | ITU World Championship Series 2021              | Leeds          | 01:44:03 |                                                                       |
| 21. Mai 2021  | 1    | ITU Olympic Qualification Event                 | Lissabon       | 01:23:58 | Mixed Relay                                                           |
| 31. Aug. 2019 | 9    | ITU World Championship Series 2019              | Lausanne       | 01:52:53 |                                                                       |
| 20. Juli 2019 | 3    | ITU World Championship Series 2019              | Edmonton       | 00:55:02 |                                                                       |
| 11. Aug. 2018 | 3    | ETU Triathlon European Championship Mixed Relay | Glasgow        | 01:15:29 | als letzter Starter in der vierköpfigen Staffel                       |
| 10. Aug. 2018 | 3    | ETU Triathlon European Championships            | Glasgow        | 01:47:40 |                                                                       |
| 4. Nov. 2017  | 1    | ITU Triathlon World Cup                         | Miyazaki       | 01:42:36 |                                                                       |
| 28. Okt. 2017 | 3    | ITU Triathlon World Cup                         | Tongyeong      | 00:52:09 |                                                                       |
| 18. Aug. 2016 | 6    | Olympische Sommerspiele 2016                    | Rio de Janeiro | 01:46:03 |                                                                       |
| 10. Okt. 2015 | 2    | CISM Militärweltspiele Triathlon                | Pohang         |          | Zweiter bei den Militärweltspielen                                    |
| 28. Juni 2014 | 10   | ETU Triathlon European Championship U23         | Pensa          | 01:52:47 | U23-Europameisterschaft Triathlon                                     |
| 15. Juni 2013 | 24   | ETU Triathlon European Championships            | Alanya         | 01:46:54 | Triathlon-Europameisterschaft Elite – auf der olympischen Kurzdistanz |
| 24. Juni 2011 | 17   | ETU Triathlon European Championship Junior Men  | Pontevedra     | 01:00:28 | Triathlon-Europameisterschaft Junioren                                |

| Datum/Jahr    | Rang | Wettbewerb           | Austragungsort | Zeit     | Bemerkung                                                                                       |
| ------------- | ---- | -------------------- | -------------- | -------- | ----------------------------------------------------------------------------------------------- |
| 14. Juni 2025 | 2    | T100 Vancouver       | Vancouver      | 03:13:38 | [ 6 ]                                                                                           |
| 6. Apr. 2025  | 3    | T100 Singapur        | Singapur       | 03:21:33 | 2 km Schwimmen, 80 km Radfahren und 18 km Laufen                                                |
| 30. März 2025 | 2    | Ironman South Africa | Port Elizabeth | 07:49:28 | [ 7 ]                                                                                           |
| 24. Nov. 2024 | 7    | Ironman Mexico       | Cozumel        | 07:56:35 | [ 8 ]                                                                                           |
| 16. Nov. 2024 | 1    | T100 Dubai           | Dubai          | 03:09:17 | Sieger der PTO T100 Triathlon World Tour                                                        |
| 19. Okt. 2024 | 2    | T100 Lake Las Vegas  | Lake Las Vegas | 03:20:12 | hinter Jelle Geens                                                                              |
| 28. Sep. 2024 | 1    | T100 Ibiza           | Ibiza          | 03:13:38 |                                                                                                 |
| 8. Juni 2024  | 1    | T100 Alcatraz        | San Francisco  | 03:18:21 | im Rahmen des Escape from Alcatraz Triathlon (2 km Schwimmen, 80 km Radfahren und 18 km Laufen) |
| 2023          | 1    | Ironman 70.3 Bahrain | Manama         | 03:31:21 |                                                                                                 |
| 5. März 2022  | 1    | Ironman 70.3 Dubai   | Dubai          | 03:26:06 | Streckenrekord und Weltbestzeit                                                                 |

(DNF – Did Not Finish)